# Tereșkî, Skvîra
Tereșkî (în ucraineană Терешки) este un sat în comuna Șaliivka din raionul Skvîra, regiunea Kiev, Ucraina.

## Demografie
Componența lingvistică a localității Tereșkî
     Ucraineană (99,54%)
     Alte limbi (0,46%)
Conform recensământului din 2001, majoritatea populației localității Tereșkî era vorbitoare de ucraineană (99,54%), existând în minoritate și vorbitori de alte limbi.

## Legături externe
- pl Tereszki (2) în Dicționarul geografic al Regatului Poloniei și al altor țări slave, volum XII (Szlurpkiszki — Warłynka) 1892